# 告別革命
《告別革命：回望二十世紀中國》是中国当代哲学家李澤厚和刘再复两人所著的一本书籍，于1995年由天地图书在香港出版。
李泽厚和刘再复二人在书中认为阶级冲突永远存在，因此应采用阶级调和而非阶级斗争处理阶级冲突，并以此反对正统马克思主义。二人在书中主张“要改良不要革命”，并称革命已经被“搞砸”了，表示若当年遵循康有为、梁启超宪政改革的路子可能会得到更好的结果，并提出中国现代化的“四顺序”：经济发展、个人自由、社会正义、政治民主。尽管多被质疑反对一切革命，二人于之后的一系列访谈中表示反对的仅是“法式暴力革命”，并表示支持“英式光荣革命”。
《告别革命》一书自出版以来就极具争议。许多学者将李泽厚两人在书中的观点描述为“文化保守主义”或“新保守主义”。中国官方及部分学者更称李泽厚在书中的主张是“历史虚无主义”。